# Asesinatos de Wanda Beach
Los asesinatos de Wanda Beach, a veces conocidos simplemente como «Wanda»,  es el caso de los asesinatos sin resolver de Marianne Schmidt y Christine Sharrock en Wanda Beach, cerca de Cronulla en Sídney, Australia, el 11 de enero de 1965. Las víctimas, ambas de quince años, eran muy amigas y vecinas del suburbio de West Ryde, y sus cuerpos parcialmente enterrados fueron descubiertos al día siguiente. La naturaleza brutal de los asesinatos y el hecho de que ocurrieron en una playa desierta y azotada por el viento dio mucha publicidad al caso. En abril de 1966, la policía había investigado a unas siete mil personas, lo que la convirtió en la mayor investigación en la historia de Australia. Sigue siendo uno de los casos de homicidio sin resolver más infames de la década de 1960, y el caso de homicidio sin resolver más antiguo de Nueva Gales del Sur.

## Las víctimas
Marianne Schmidt había llegado a Melbourne con su familia desde Alemania Occidental en septiembre de 1958. En ese momento, la familia Schmidt estaba compuesta por los padres Helmut y Elisabeth y sus hermanos, Helmut Jr., Hans, Peter, Trixie y Wolfgang. Otro niño, Norbert, nació el año siguiente. Después de llegar a Australia, la familia Schmidt vivió en un albergue de migrantes en Unanderra, Nueva Gales del Sur, antes de establecerse en Temora. En 1963, Helmut Schmidt se trasladó con su familia a Sídney después de contraer la enfermedad de Hodgkin y encontraron un hogar en West Ryde. El Sr. Schmidt murió en junio del año siguiente.
Christine Sharrock era vecina de la familia Schmidt, que vivía con sus abuelos Jim y Jeanette Taig. El padre de Christine había muerto en 1953 y su madre Beryl se volvió a casar y vivía en el suburbio de Seven Hills al noroeste de Sídney. Christine Sharrock había elegido vivir con sus abuelos y cuando los Schmidts llegaron a la casa de al lado, Marianne, que tenía la misma edad, y ella se hicieron muy amigas. Nunca se ha revelado por qué Christine decidió que quería vivir con sus abuelos y no con su madre y su padrastro.

## Desaparición

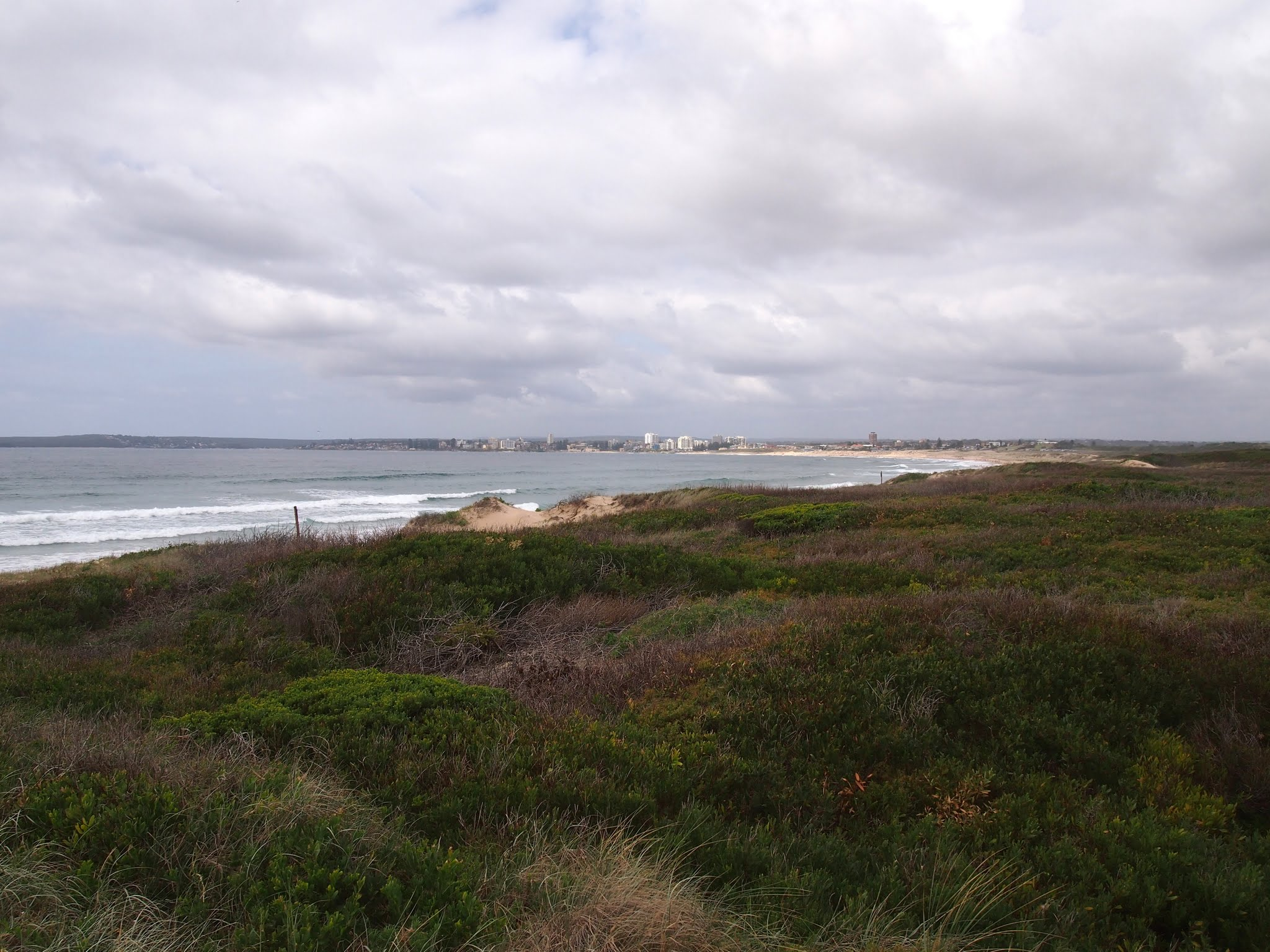
Área de la playa de Wanda (2012)

El 1 de enero de 1965, Christine y Marianne fueron la playa de Cronulla, a donde la familia Schmidt iba con frecuencia de pícnic. Según los apuntes del diario, leídos después de los asesinatos, las chicas habían estado con algunos chicos en la playa ese día. Al día siguiente, los niños de la familia Schmidt estuvieron en la playa nuevamente, esta vez sin Christine Sharrock. Mientras tanto, la Sra. Schmidt había sido ingresada en un hospital para una operación importante, dejando a Helmut Jr. y Marianne a cargo de la casa. El sábado 9 de enero, Marianne y Christine le preguntaron a la Sra. Schmidt (que aún estaba hospitalizada) si podían llevar a los niños más pequeños a Cronulla al día siguiente y se les dio permiso; sin embargo, la lluvia impidió el viaje.
El lunes 11 de enero, acompañadas por los cuatro hermanos más pequeños de Marianne, las chicas partieron nuevamente en tren hacia la estación de tren de Cronulla después de trasladarse a Redfern. Llegaron alrededor de las 11:00 a. m., pero hacía mucho viento y la playa estaba cerrada. Después, el grupo fue caminando hacia el extremo sur de la playa y se refugió entre las rocas. Wolfgang, de ocho años, quería meterse en el agua, así que Marianne fue con él a una zona poco profunda de la playa lejos de las rocas. Después de regresar el grupo tomó su merienda. En algún momento durante este tiempo, Christine Sharrock dejó a los demás y se fue sola.  
Cuando Christine regresó al grupo, decidieron ir a pasear a las dunas de arena de detrás de la playa de Wanda. Alrededor de la 1:00 p. m., el grupo se encontraba a unos cuatrocientos metros más allá del Wanda Surf Club, y se detuvieron para refugiarse detrás de una duna de arena porque los niños más pequeños se quejaban de las condiciones climáticas. Marianne les dijo a sus hermanos menores que Christine y ella iban a volver a la zona rocosa en el extremo sur de la playa donde habían dejado sus mochilas, luego volverían a buscarlos y regresarían a casa. Sin embargo, las chicas de fueron andando hacia las dunas de arena. Cuando Peter les dijo que iban por el camino equivocado, se rieron de él y siguieron caminando. Los niños Schmidt permanecieron esperando detrás de la duna de arena hasta las 5:00 p. m., momento en el cual regresaron a las rocas para recoger sus mochilas (incluidas las mochilas de Marianne y Christine) y volvieron a casa en el último tren,  llegando a casa alrededor de las 8:00 p. m. Las niñas fueron reportadas como desaparecidas a las 8:30 p. m. por la abuela de Christine.
A la mañana siguiente, el martes 12 de enero, Peter Smith llevó a tres sobrinos jóvenes a pasear por las dunas de arena de Wanda Beach. A cierta distancia al norte del club de surf, descubrió lo que parecía ser un maniquí de una tienda enterrado boca abajo en la arena. Apartó la arena de la cabeza y se dio cuenta de que era un cuerpo, y llamaron a la policía del club de surf cercano. En este momento, Smith creía que había encontrado solo a una mujer joven.

## Investigación

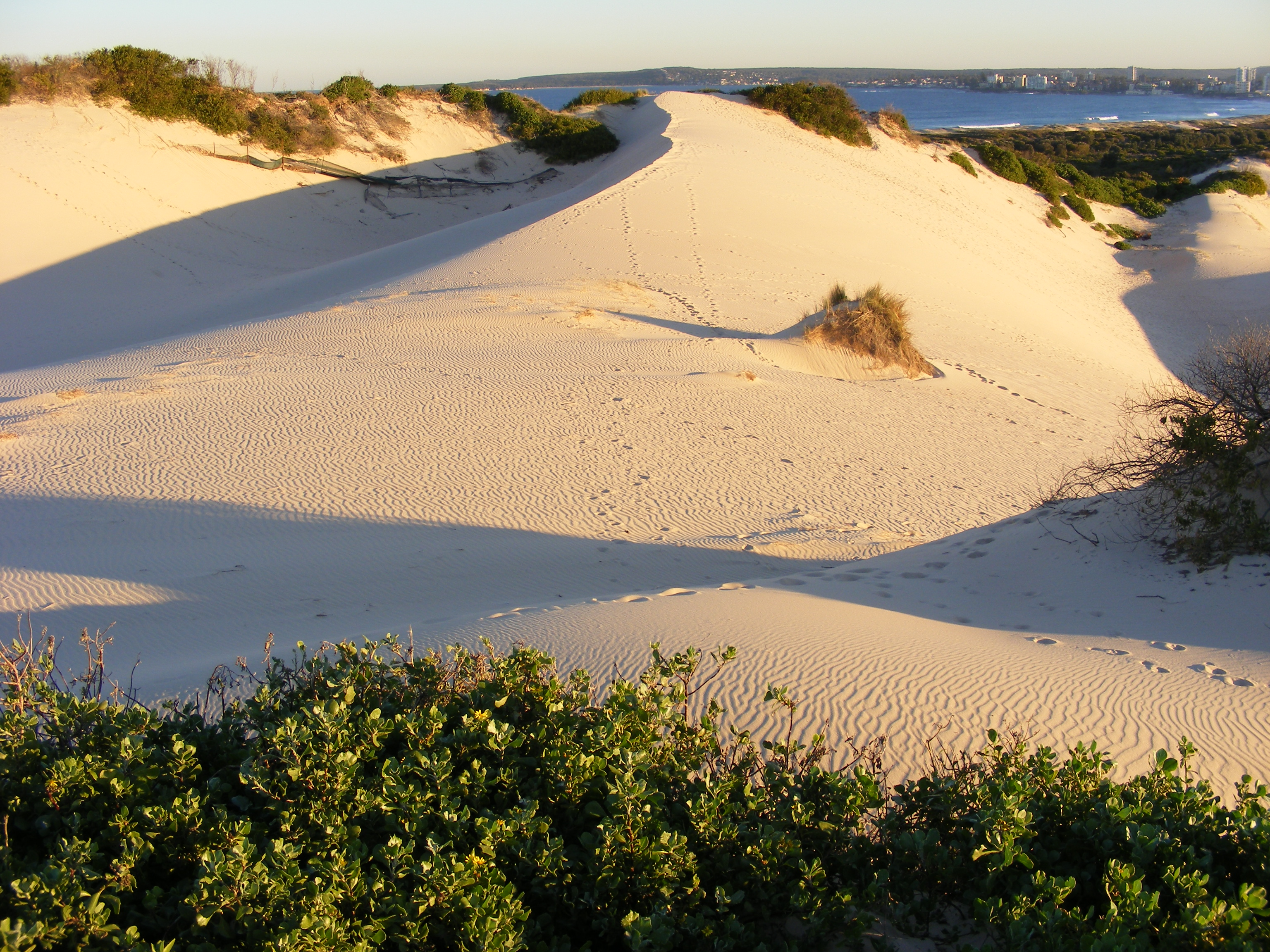
Las dunas de arena de la playa de Wanda

Cuando se examinó la escena, se encontró a Marianne acostada sobre su lado derecho con la pierna izquierda doblada. Christine estaba boca abajo, su cabeza contra la planta del pie izquierdo de Marianne. Ambas tenían marcas de arañazos en la cara. Se encontró una marca en la arena de unos 34 metros de largo de haber sido arrastrado un cuerpo hasta  la escena del crimen, la policía determinó que Christine había huido, posiblemente mientras Schmidt estaba siendo asesinada, pero habíar sido atrapada de nuevo, incapacitada y arrastrada de regreso donde estaba cuerpo de su amiga. Se realizó una búsqueda intensiva para encontrar las armas asesinas, un cuchillo largo y algún tipo de instrumento contundente, pero nunca se encontraron. Se tamizaron toneladas de arena alrededor de la escena del crimen y se encontraron varios artículos, incluida una hoja de cuchillo manchada de sangre, pero la policía no pudo relacionarla con los asesinatos.  
La autopsia de Christine encontró alcohol en una concentración de 0,015, según un control de alcoholemia, pero no se encontró alcohol en la autopsia de Marianne. También se descubrió que Christine había consumido alimentos (repollo y apio, es decir, posiblemente un Chiko Roll) que eran diferentes de lo que habían tomado los demás en la merienda; se sospecha que ella lo tomó cuando estaba sola. El cráneo de Christine había sido fracturado por un golpe en la parte posterior de la cabeza y había sido apuñalada catorce veces. La garganta de Marianne había sido profundamente cortada y había sido apuñalada seis veces. Su ropa interior había sido cortada y se habían hecho intentos de violar a ambas chicas. Se encontró semen en ambas niñas, pero la autopsia mostró que sus himen estaban intactos. El hermano de Marianne, Hans, vio fotos de su cuerpo y dijo: «La habían apuñalado de veinticinco a treinta veces. Casi había sido decapitada porque le habían cortado la garganta muy profundamente».
También durante la ausencia de Christine, Wolfgang vio que cerca había un adolescente pescando cangrejos. Más tarde, afirmó haber visto al mismo joven dos veces más, una vez en compañía de su hermana y de Christine y otra vez mucho después caminando solo.  Ha habido dudas sobre la descripción de esta persona, ya que el testimonio de Wolfgang a lo largo del tiempo sugirió que tenía un fusil de pesca submarina casero, un cuchillo de pesca o ambos. La última persona que vio a Marianne y Christine fue el bombero local Dennis Dostine, alrededor de las 12:45, quien caminaba por la zona con su hijo y vio a las niñas caminar a unos setecientos metros al norte del club de surf. Dijo a la policía que parecían estar apuradas, y una de las chicas a menudo miraba detrás de ella como si las estuvieran siguiendo. Dostine no vio a nadie más. También se había visto a varias personas en la zona que nunca fueron identificadas y nunca se presentaron a declarar. 
Los funerales se celebraron el 20 de enero, y en febrero se publicó una recompensa de diez mil libras australianas (que luego subió a veinte mil libras australianas en 1966), y que permaneció sin cambios en agosto de 2002. En abril de 1966, el juez de instrucción entregó su informe, momento en el cual la policía había entrevistado a unas siete mil personas, lo que la convirtió en la mayor investigación en la historia de Australia. A pesar de esto, el crimen se convirtió rápidamente en un caso sin resolver, y ninguno de los tres sospechosos principales se ajustaba a la descripción del joven que nunca ha sido identificado. El caso fue reabierto en 2000, y en febrero de 2012, la Unidad de Casos sin Resolver de la Policía de NSW anunció que había sido extraída una muestra de ADN masculino de un par de pantalones cortos blancos usados por Christine. Si bien admitió que la tecnología actual no podía proporcionar más información, la policía confiaba en que los avances futuros brindarían más información. En julio de 2014, la policía dijo que una muestra de semen tomada del cuerpo de Marianne se había perdido y no pudo ser localizada a pesar de que se buscó de forma extensa.

### Sospechosos
Cec Johnson, un exdetective que había investigado los asesinatos, recibió una pintura en 1975 realizada por Alan Bassett.  Bassett había sido encarcelado por asesinar en junio de 1966 a Carolyn Orphin, una mujer de diecinueve años, quien fue atacada, violada, estrangulada y luego le aplastaron el cráneo con una roca. Enviado a prisión de por vida, cumplió veintinueve años antes de ser liberado en 1995. La pintura, titulada Una cosa sangrienta y horrible, mostraba un paisaje abstracto. Johnson creía que la pintura mostraba rastros de sangre, un cuchillo roto y el cuerpo de una víctima, y se convenció de que Bassett era el asesino de Wanda Beach. Johnson también se convenció de que mostraba una escena de los asesinatos que solo el asesino podía saber, así como pistas sobre los asesinatos también sin resolver de Kruger y Dowlingkoa (ver más abajo). A pesar del escepticismo de otros detectives, Johnson escribió un libro sobre el caso. Sin embargo, antes de que pudiera publicarse, murió en un accidente. Otros detectives, mientras conservaban el respeto profesional por Johnson, concluyeron que estaba equivocado en su creencia. 
Sin embargo, una persona a la que Johnson convenció fue al reportero de delitos del Daily Mirror, Bill Jenkings. Jenkings repitió las afirmaciones de Johnson en sus memorias escritas por un escritor fantasma, As Crime Goes By, dedicando un capítulo entero a los asesinatos de Wanda Beach. La mayor parte del capítulo fue esencialmente una repetición de lo que había escrito en su libro anterior, Crime Reporter, pero también mencionó a Johnson, Bassett y la pintura. Bassett inició un proceso por difamación en la Corte Suprema de Nueva Gales del Sur, lo que tenía derecho a hacer después de que la norma de infracción fuera abolida por la Ley de Delitos de 1981 (NSW), aunque, dado su historial de enfermedad mental, el proceso fue iniciado por el Comisionado de Protección como su tutor. Después de una decisión sobre la forma y la capacidad de las imputaciones (Bassett v Ironbark Press, Levine J, 14 de octubre de 1994), el editor alegó causas de justificación (Bassett era un asesino condenado) y el proceso nunca fue más allá. Desde su liberación, Bassett ha dado voluntariamente una muestra de ADN para limpiar su nombre, pero aún no se ha publicado si el ADN lo ha eliminado como sospechoso o no. 
Un segundo sospechoso es Christopher Wilder. Dos años antes de los asesinatos de Wanda Beach, había sido condenado por una violación en grupo en una playa de Sídney lo que llevó a la policía a incluirlo como sospechoso. Wilder emigró a los Estados Unidos en 1969, donde se embarcó en una serie de asesinatos en serie a principios de la década de 1980. Mientras visitaba a sus padres en Australia en 1982, Wilder fue acusado de delitos sexuales contra dos niñas de quince años a las que había obligado a posar desnudas. Wilder huyó a los Estados Unidos y, en la primera mitad de 1984, cometió ocho asesinatos e intentó varios más. Se suicidó durante un enfrentamiento con la policía en New Hampshire el 13 de abril de 1984.
Un tercer sospechoso, poco publicitado hasta 1998, es Derek Percy, que había sido encarcelado desde 1969 por el asesinato de un niño en una playa en Victoria. Percy fue considerado demasiado peligroso para ser liberado y es el principal sospechoso de otros asesinatos de niños en Melbourne y Sídney, y murió en 2013 de cáncer. Fue considerado uno de los principales sospechosos de los asesinatos de Wanda Beach por la policía. Si bien Percy puede relacionarse con el caso por su ubicación en la fecha de los asesinatos, no se encontraron otras relaciones. Se esperaba que confesara en su lecho de muerte, pero no fue así.

### Posibles casos vinculados
Dos asesinatos mucho menos conocidos también ocurrieron a principios de 1966 (en los días posteriores a la desaparición publicitada a nivel nacional de los niños de Beaumont) que, según especuló la policía en ese momento, podrían haber estado relacionados con el asesino de Wanda Beach.
1. El sábado 29 de enero de 1966, una señora de la limpieza de 56 años llamada Wilhelmina Kruger fue asesinada en Piccadilly Center, en Crown Street en Wollongong.  Su cuerpo ensangrentado fue descubierto alrededor de las 5:45 a. m. al pie de las escaleras del sótano por un carnicero que había llegado a trabajar.[22][23] Habiendo sido asaltada por primera vez tres pisos más arriba, probablemente alrededor de las 4:30 a. m., fue arrastrada brutalmente por las escaleras y escaleras mecánicas. Luego la estrangularon, la apuñalaron, la mutilaron y la encontraron desnuda del pecho hacia abajo. La policía también encontró quemaduras de cigarrillos en su ropa[24] y se encontró cabello rubio en la escena. En días anteriores al asesinato, Kruger estaba nerviosa porque pensaba que alguien la estaba vigilando, y su compañero la había llevado al trabajo.[15] Del mismo modo, las luces en el aparcamiento dentro del Centro habían mostrado signos recientes de manipulación, y habían sido manipuladas nuevamente en la mañana del asesinato. Considerado uno de los ataques más brutales en la historia del estado, el caso sigue sin resolverse.[25][26] La policía creía que el asesinato podría haber sido obra del asesino de Wanda Beach, pero no dijo por qué.[27]
2. Alrededor de la medianoche del miércoles 16 de febrero de 1966, una dependienta de una tienda de veintisiete años y prostituta de Bondi llamada Anna Toskayoa Dowlingkoa desapareció después de salir de un club nocturno en Kings Cross. Diez días después, alrededor de las 5:30 p. m. del 26 de febrero, un camionero que se detuvo en Old Illawarra Road en Menai para cambiar una rueda encontró su cuerpo semidesnudo, estrangulado, apuñalado y mutilado.[28] Faltaba la mayor parte de su ropa y pertenencias, y había pruebas de que había sido arrastrada hasta este lugar más visible alrededor de 3-4 días antes del descubrimiento. La policía inmediatamente relacionó su brutal asesinato con el de Kruger y se llamó a los investigadores de ese crimen para que colaboraran. También creían que el asesinato podría haber sido obra del asesino de Wanda Beach,[29] principalmente basado en  similitudes de modus operandi.

## Medios de comunicación
Los asesinatos fueron el tema de un episodio de Crime Investigation Australia, titulado «The Wanda Beach Murders / Beaumont Children Mystery». En enero de 2003 se publicó un libro, Wanda: La historia no contada de los asesinatos en la playa de Wanda por Alan J. Whiticker. También fue el tema del podcast Casefile True Crime de enero de 2016, con los casos relacionados en un episodio independiente en enero de 2018.

## Otras lecturas
- Jenkings, Bill (1996). Crime Reporter. Horwitz Publications.
- Lipson, Norm; Barnao, Tony (1992). As Crime Goes By: The Life and Times of "Bondi" Bill Jenkings. Ironbark Press. ISBN 978-1-87547-114-0.
- Whiticker, Alan J. (2003). Wanda: The Untold Story of the Wanda Beach Murders. New Holland Publishers. ISBN 978-1-86436-814-7.